# David Lean
Sir David Lean (Croydon, 25 marzo 1908 – Londra, 16 aprile 1991) è stato un regista, sceneggiatore, attore, montatore e produttore cinematografico britannico.
È considerato uno dei migliori registi della storia del cinema. Ha diretto film cult e colossal come Breve incontro, Grandi Speranze, Le avventure di Oliver Twist, Il ponte sul fiume Kwai, Lawrence d'Arabia, Il dottor Zivago e Passaggio in India.

## Biografia
Il padre di Lean, facoltoso commercialista quacchero, era contrario alla passione del figlio per il cinema e la fotografia e ostacolava le sue ambizioni di diventare regista e la sua ammirazione per i classici inglesi.
Dopo gli studi in un collegio di Reading, il giovane Lean seguì per un breve periodo le orme paterne, ma nel 1927 iniziò a lavorare come fattorino-factotum per la casa di produzione cinematografica Gainsborough Pictures, dove ebbe modo di studiare attentamente la realizzazione dei film e di comprendere in particolare l'arte del montaggio, tecnica nella quale diventò un esperto prima alla British Movietown News, e successivamente alla Paramount-British.
Qui, nel 1934, venne notato dal regista di origine ungherese Paul Czinner, che gli affidò il montaggio di Non mi sfuggirai, a cui seguirono Java Head (1934), Come vi piace (1936) e Ball at Savoy (1936). Dopo queste prime esperienze, Lean ottenne i suoi più grandi successi nel montaggio con Pigmalione (1938), Il maggiore Barbara (1941) e Volo senza ritorno (1941), grazie ai quali acquisì una buona professionalità ed esperienza tecnica, che si rivelarono fondamentali per il passaggio alla regia.

### La regia e il successo negli anni quaranta
Nel 1942 il commediografo Noël Coward, intenzionato a dirigere e interpretare il film Eroi del mare, tratto da un suo soggetto, si rivolse a Lean affinché collaborasse con lui alla regia. Il buon risultato del film segnò l'inizio di una nuova fase della carriera di Lean, che passò definitivamente dietro la macchina da presa per dirigere con successo altre tre pellicole prodotte e sceneggiate da Coward: La famiglia Gibbon (1944), la commedia brillante Spirito allegro (1945) e, soprattutto, Breve incontro (1945), uno dei capolavori del cinema britannico, intensa e poetica storia d'amore interpretata da Trevor Howard e da Celia Johnson.
Lean consolidò la propria fama, dedicandosi alla trasposizione di due grandi romanzi di Dickens, Grandi speranze (1946) e Oliver Twist (1948), ritenuti tra i migliori adattamenti cinematografici di opere letterarie inglesi. In entrambe le pellicole recitò Alec Guinness, con il quale Lean iniziò una proficua collaborazione artistica che si rinnovò in altri quattro film.

### Gli anni cinquanta e gli anni sessanta
Nel 1954 Lean diresse un divo del cinema e del teatro come Charles Laughton, nel ruolo di un calzolaio ubriacone, nella commedia vittoriana Hobson il tiranno (1954), mentre l'anno dopo si recò in Italia per realizzare Tempo d'estate (1955), in cui diresse la coppia Katharine Hepburn-Rossano Brazzi in una storia d'amore ambientata a Venezia. Nel 1957 realizzò uno dei suoi capolavori, Il ponte sul fiume Kwai (1957), con Alec Guinness e William Holden. Il film ottenne un successo strepitoso e ricevette sette premi Oscar, tra cui quello alla migliore regia per Lean.
All'inizio degli anni sessanta si dedicò ai kolossal, vincendo il suo secondo Oscar per Lawrence d'Arabia (1962), in cui diresse Peter O'Toole, e Il dottor Živago (1965), accanto con Omar Sharif, Julie Christie e Rod Steiger. In entrambi i film Lean ritrovò il suo interprete preferito, Alec Guinness. Dopo l'insuccesso di La figlia di Ryan (1970), Lean si dedicò principalmente al teatro e ritornò alla regia cinematografica solo quattordici anni dopo con Passaggio in India (1984), tratto dall'omonimo romanzo di E. M. Forster, ancora con Guinness. Morì per un tumore all'età di 83 anni, a Londra.

## Filmografia

### Regista
- Il maggiore Barbara (Major Barbara) (1941) – Non accreditato
- Eroi del mare (In Which We Serve) (1942)
- La famiglia Gibbon (This Happy Breed) (1944)
- Spirito allegro (Blithe Spirit) (1945)
- Breve incontro (Brief Encounter) (1945)
- Grandi speranze (Great Expectations) (1946)
- Le avventure di Oliver Twist (Oliver Twist) (1948)
- Sogno d'amanti (The Passionate Friends) (1949)
- L'amore segreto di Madeleine (Madeleine) (1950)
- Ali del futuro (The Sound Barrier) (1952)
- Hobson il tiranno (Hobson's Choice) (1954)
- Tempo d'estate (Summertime) (1955)
- Il ponte sul fiume Kwai (The Bridge on the River Kwai) (1957)
- Lawrence d'Arabia (Lawrence of Arabia) (1962)
- La più grande storia mai raccontata (The Greatest Story Ever Told) (1965) – Non accreditato
- Il dottor Živago (Doctor Zhivago) (1966)
- La figlia di Ryan (Ryan's Daughter) (1970)
- Passaggio in India (A Passage to India) (1984)

### Sceneggiatore
- La famiglia Gibbon (This Happy Breed), regia di David Lean (1944)
- Spirito allegro (Blithe Spirit), regia di David Lean (1945)
- Breve incontro (Brief Encounter), regia di David Lean (1945)
- Grandi speranze (Great Expectations), regia di David Lean (1946)
- Le avventure di Oliver Twist (Oliver Twist), regia di David Lean (1948)
- Sogno d'amanti (The Passionate Friends), regia di David Lean (1949)
- Hobson il tiranno (Hobson's Choice), regia di David Lean (1954)
- Tempo d'estate (Summertime), regia di David Lean (1955)
- Passaggio in India (A Passage to India), regia di David Lean (1984)

### Montatore
- The Night Porter, regia di Sewell Collins (1930) – Non accreditato
- These Charming People, regia di Louis Mercanton (1931)
- Insult, regia di Harry Lachman (1932)
- Money for Speed, regia di Bernard Vorhaus (1933)
- The Ghost Camera, regia di Bernard Vorhaus (1933)
- Song of the Plough, regia di John Baxter (1933)
- Aurora tragica (Matinee Idol), regia di George King (1933)
- The Fortunate Fool, regia di Norman Walker (1934)
- Tiger Bay, regia di J. Elder Wills (1934)
- Dangerous Ground, regia di Norman Walker (1934)
- The Secret of the Loch, regia di Milton Rosmer (1934)
- Java Head, regia di J. Walter Ruben (1934) – Non accreditato
- Non mi sfuggirai (Escape Me Never), regia di Paul Czinner (1935)
- Brewster's Millions, regia di Thornton Freeland (1935) – Non accreditato
- The Crounching Beast, regia di Victor Hanbury (1935)
- Turn of the Tide, regia di Norman Walker (1935) – Non accreditato
- Un ballo al Savoia (Ball at Savoy), regia di Victor Hanbury (1936)
- Come vi piace (As You Like It), regia di Paul Czinner (1936)
- Labbra sognanti (Dreaming Lips), regia di Paul Czinner (1937)
- La moglie del generale Ling (Wife of General Ling), regia di Ladislao Vajda (1937)
- Un quarto a Nord Ovest (The Last Adventurers), regia di Roy Kellino (1937)
- Pigmalione (Pygmalion), regia di Anthony Asquith e Leslie Howard (1938)
- Spie dell'aria (Spies of the Air), regia di David MacDonald (1939)
- Il francese senza lacrime (French Without Tears), regia di Anthony Asquith (1940)
- Il maggiore Barbara (Major Barbara), regia di David Lean (1941)
- Gli invasori (49th Parallel), regia di Michael Powell (1941)
- Volo senza ritorno (One of our aircraft is missing), regia di Michael Powell e Emeric Pressburger (1942)
- Eroi del mare (In Which We Serve), regia di David Lean (1942)
- Passaggio in India (A Passage to India), regia di David Lean (1984)

## Riconoscimenti
- Premio Oscar
  - 1947 – Candidatura per il miglior regista per Breve incontro
  - 1947 – Candidatura per la migliore sceneggiatura originale per Breve incontro (condivisa con Anthony Havelock-Allan e Ronald Neame)
  - 1948 – Candidatura per il miglior regista per Grandi speranze
  - 1948 – Candidatura per la migliore sceneggiatura per Grandi speranze (condivisa con Anthony Havelock-Allan e Ronald Neame)
  - 1956 – Candidatura per il miglior regista per Tempo d'estate
  - 1958  - Miglior regista per Il ponte sul fiume Kwai
  - 1963 – Miglior regista per Lawrence d'Arabia
  - 1966 – Candidatura per il miglior regista per Il dottor Zivago
  - 1985 – Candidatura per il miglior regista per Passaggio in India
  - 1985 – Candidatura per la migliore sceneggiatura non originale per Passaggio in India
  - 1985 – Candidatura per il miglior montaggio per Passaggio in India
- Golden Globe
  - 1958 – Miglior film drammatico per Il ponte sul fiume Kwai
  - 1963 – Miglior regista per Lawrence d'Arabia
  - 1966 – Miglior regista per Il dottor Zivago
  - 1985 – Candidatura per il miglior regista per Passaggio in India
  - 1985 – Candidatura per la migliore sceneggiatura per Passaggio in India
- British Academy Film Awards
  - 1954 – Candidatura per la migliore sceneggiatura per un film britannico per Hobson il tiranno (condivisa con Norman Spencer e Wynyard Browne)
  - 1967 – Candidatura per il miglior film per Il dottor Zivago
  - 1971 – Candidatura per il miglior regista per La figlia di Ryan
  - 1974 – Academy Fellowship
  - 1986 – Candidatura per il miglior film per Passaggio in India (condivisa con John Brabourne e Richard Goodwin)
  - 1986 – Candidatura per la migliore sceneggiatura non originale per Passaggio in India
- Festival di Cannes
  - 1946 – Grand Prix per Breve incontro
  - 1949 – Candidatura al Grand Prix per Sogno d'amanti
  - 1966 – Candidatura alla Palma d'oro per Il dottor Zivago
- Mostra internazionale d'arte cinematografica
  - 1948 – Candidatura al Gran Premio Internazionale di Venezia per il miglior film per Le avventure di Oliver Twist
- Festival internazionale del cinema di Berlino
  - 1954 – Orso d'oro per Hobson il tiranno
- National Board of Review Awards
  - 1952 – Miglior regista per Ali del futuro
  - 1957 – Miglior regista per Il ponte sul fiume Kwai
  - 1962 – Miglior regista per Lawrence d'Arabia
  - 1984 – Miglior regista per Passaggio in India
- American Film Institute
  - 1990 – Life Achievement Award
- British Film Institute
  - 1983 – BFI Fellowship
- Directors Guild of America Award
  - 1958 – Miglior regista cinematografico per Il ponte sul fiume Kwai
  - 1963 – Miglior regista cinematografico per Lawrence d'Arabia
  - 1971 – Candidatura per il miglior regista cinematografico per La figlia di Ryan
  - 1973 – Premio D.W. Griffith alla carriera
  - 1973 – Premio per il membro onorario
  - 1985 – Candidatura per il miglior regista cinematografico per Passaggio in India
- Writers Guild of America Award
  - 1985 – Candidatura per la miglior sceneggiatura adattata per Passaggio in India
- National Society of Film Critics Awards
  - 1985 – Candidatura per il miglior regista per Passaggio in India
- New York Film Critics Circle Awards
  - 1942 – Candidatura per il miglior regista per Eroi del mare (condivisa con Noël Coward)
  - 1952 – Candidatura per il miglior regista per Ali del futuro
  - 1955 – Miglior regista per Tempo d'estate
  - 1957 – Miglior regista per Il ponte sul fiume Kwai
  - 1965 – Candidatura per il miglior regista per Il dottor Zivago
  - 1984 – Miglior regista per Passaggio in India
- David di Donatello
  - 1967 – Miglior regista straniero per Il dottor Zivago
- Nastro d'argento
  - 1964 – Regista del miglior film straniero per Lawrence d'Arabia
- Laurel Awards
  - 1963 – Candidatura per il miglior regista
  - 1966 – Miglior regista
  - 1967 – Candidatura per il miglior regista
  - 1968 – Candidatura per il miglior regista
  - 1971 – Candidatura per il miglior regista
- Premio Hugo
  - 1946 – Candidatura per la miglior rappresentazione drammatica per Spirito allegro (condivisa con Noël Coward, Anthony Havelock-Allan e Ronald Neame)
- Evening Standard British Film Awards
  - 1974 – Miglior film per La figlia di Ryan
- Asociación de Cronistas Cinematográficos de la Argentina
  - 1944 – Condor d'argento per il miglior film in lingua straniera per Eroi del mare (condiviso con Noël Coward)
- Kansas City Film Critics Circle Awards
  - 1984 – Miglior regista per Passaggio in India
- Kinema Junpo Awards
  - 1964 – Miglior film in lingua straniera per Lawrence d'Arabia
  - 1972 – Candidatura per il miglior film in lingua straniera per La figlia di Ryan
- Association of Polish Filmmakers Critics Awards
  - 1986 – Miglior film straniero, menzione d'onore per Passaggio in India